# Христо Чакалов
Христо Чакалов е български финансист, най-дългогодишният управител на Българската народна банка (1908-1920).
Той е роден през 1868 година в Търново, завършва право и политическа икономия в Женевския университет. От 1901 година работи като юрист в Българската народна банка, през 1906 година става главен юрисконсулт, а през 1908 година - управител. Остава на този пост по време на Балканските войни и Първата световна война и го напуска през 1920 година, поради несъгласие с кабинета на Александър Стамболийски. Христо Чакалов е един от създателите на „Отделението за финансови изучавания“ към Централното управление на БНБ.
След като напуска БНБ, Чакалов ръководи Българска банка, а по-късно е подуправител на Българска ипотекарна банка.